# Referendo sobre o status de Mayotte em 2009

Bandeira local não oficial

Bandeira da França

O referendo sobre o status de Mayotte de 2009 foi realizado em 29 de março. A questão a ser decidida era se a ilha tornaria-se ou não um departamento ultramarino francês.

## História
Mayotte, que a França anexou em 1841, depois de os portugueses terem sido os primeiros europeus a passar por lá, em 1503, fica 400 quilómetros a leste da província moçambicana de Cabo Delgado e 300 a ocidente de Madagascar. Nos referendos de 1974 e 1976, disse que não queria ser independente, ao contrário das restantes ilhas do mesmo arquipélago, as Comores.
Apesar de 95% dos seus habitantes serem muçulmanos sunitas, a ilha pretende ser ainda mais francesa, se possível, numa altura em que Guadalupe, Martinica e outros departamentos ultramarinos se agitam para conseguir uma maior autonomia em relação a Paris e ao mesmo tempo melhores condições de vida. "Podemos ser negros, pobres e muçulmanos, mas somos franceses há mais tempo do que Nice" (cidade só anexada à França em 1860, depois de ter feito parte do reino da Sardenha, uma das bases da Itália unificada), declarou ao semanário "L'Express" um deputado local, Abdoulatifou Aly.

## Resultado
O eleitorado decidiu por 95,5% dos votos passar de "coletividade territorial" para departamento ultramarino francês portanto a ilha terá um estatuto semelhante ao de Guadalupe, de Martinica e de Reunião.
Uma vez que o "sim" saiu vencedor, conforme se previa, Mayotte tornar-se-á em 2011 o centésimo primeiro departamento da França, em pé de igualdade com os Alpes Marítimos ou as Ardenas. Mas terá de acabar com algumas das tradições locais, como os tribunais islâmicos, os casamentos envolvendo crianças e a poligamia. Tanto a União Africana (UA) quanto Comores, que vê Mayotte como um território "ocupado" pela França, denunciaram o referendo, como atentatório dos ideais independentistas que gostariam de ver triunfar em todas as antigas colônias europeias. "Queremos ser como a metrópole, com boas escolas e bons salários", disse um dos 71.122 eleitores inscritos, ao votar.

## Reações

### Da França
O presidente do país, Nicolas Sarkozy, expressou sua "satisfação" com o triunfo do 'sim', que considerou "um momento histórico para Mayotte e os mayotenses".

### Das Comores
O governo comoriano qualificou de "pseudo-referendo, nula e inválida" a consulta popular. "Esta atitude de França traduz um desprezo sem precedente às resoluções pertinentes da Organização das Nações Unidas (ONU), da União Africana (UA), da Liga dos Estados Árabes, da Conferência Islâmica e do Movimento dos Não Alinhados", denuncia o governo do país, considerando Mayotte como parte integrante das Comores.

Num comunicado, o país apelou à comunidade internacional para denunciar esta "última manobra francesa de roubar uma parte de um Estado soberano reconhecido pelo Direito internacional".

#### Manifestações populares
Centenas de comorianos manifestaram-se em Moroni, capital do país contra o referendo, a manifestção só não ganhou mais adeptos por razões meteorológicas, tendo a chuva começado a cair antes da hora fixada para a concentração.. Os manifestantes agrupados na Praça da Independência efetuaram uma marcha de dois quilômetros até à Embaixada de França que fica na cidade, diante da qual eles exprimiram os seus protestos apesar dum cordão de segurança das forças da ordem comorianas. "França nunca desejará o bem", gritou Idriss Mohamed, responsável do Comité Maoré (nome local que designa Mayotte), um dos principais movimentos na origem desta manifestação. "Ela (França) apenas traz desgraça, desolação e desprezo", acrescentou. Falando à multidão reunida na praça antes da marcha para a embaixada francesa, Mohamed lembrou a intifada palestiniana que descreveu como "guerra das pedras contra os tanques israelitas". "Devemos também levar a cabo uma guerra para recuperar Mayotte", disse ele.
Mohamed lembrou ainda as recentes manifestações dos estudantes comorianos "contra a presença colonial francesa em Mayotte", exortando a multidão a não ficar cansada "porque haverá outras (manifestações) até que a integridade territorial do nosso país seja completa". A concentração contou com a participação dos ministros Ahmed Ben Said Jaffar, das Relações Externas e Cooperação; Madi Ali, da Justiça e Assuntos Islâmicos; e Kamaleddine Afraitane, da Educação Nacional.Nenhum responsável do Governo local da ilha autónoma da Grande Comore esteve presente na marcha, excepto Soudjay Hamadi, o presidente da Assembleia Local.